# みなみのうお座ガンマ星
みなみのうお座γ星（みなみのうおざガンマせい、γ Piscis Austrini、γ PsA）は、みなみのうお座の二重星である。見かけの合成等級は4.46と、肉眼でみえる明るさである。年周視差に基づき太陽からの距離を計算すると、約223光年である。

## 特徴
みなみのうお座γ星は、フォーマルハウトの南3度程の所に位置し、みなみのうお座δ星と離角4分の3度で対をなして並んでいるので、フォーマルハウト以外の恒星が目立たないみなみのうお座の中では目星がつけやすい恒星である。
みなみのうお座γ星は、西に4秒のところにある8等星との二重星で、1830年代に発見されてから相対位置が少ししか変わっていないので、固有運動が共通する真の連星ではないかと予想されている。
主星のみなみのうお座γ星Aは、見かけの等級が4.51のA型星である。かつてはA型巨星と考えられ、スペクトル型はA0 IIIと分類されていたが、物理特性を計算すると、半径は明らかに主系列星のそれで、A型主系列星と考えられるようになった。一部の重元素（ストロンチウム、クロム、ユウロピウムなど）が過剰な特異星で、スペクトル型はA0 Vp(SrCrEu)と分類されている。表面の有効温度はおよそ10000 Kで、自転周期は約2.5日とA型主系列星としては割とゆっくり自転している。みなみのうお座γ星Aは、変光星であることが疑われており、変光星総合カタログにも新しい変光星候補として収録されているが、現代の観測では変光は示されていない。伴星のみなみのうお座γ星Bは、見かけの等級が8.20で、スペクトル型がF5 VのF型主系列星とされる。みなみのうお座γ星Aとみなみのうお座γ星Bが真の連星であれば、軌道周期は2000年を超えると予想される。

## 名称
中国では、みなみのうお座γ星は敗北あるいは災害を示唆する言葉、もしくは割れた臼を意味する敗臼（拼音: Bài Jiù）という星官を、つる座γ星、つる座λ星、みなみのうお座19番星と共に形成する。みなみのうお座γ星自身は、敗臼三（拼音: Bài Jiù sān）すなわち敗臼の3番星と呼ばれる。